# Borsyre
Borsyre er en svag, uorganisk syre, og anvendes typisk som antiseptisk middel, insekticid, flammehæmmer, til styring af urans fissionshastighed i reaktorer, samt som udgangsstof ved fremstilling af andre kemiske stoffer.
Borsyre findes som farveløse krystaller eller hvidt pulver og er opløseligt i vand. Det har den kemiske formel B(OH)3, som også kan skrives H3BO3. Som mineral kaldes stoffet sassolit.